# Zmarli w roku 1857
Lista osób zmarłych w 1857:

## luty 1857
- 3 lutego – Stanisław Worcell, polski działacz polityczny[1]
- 9 lutego:
  - Dionisios Solomos (gr. Διονύσιος Σολωμός), grecki poeta[2]
  - Johann Georg Hiedler, austriacki młynarz, dziadek ze strony ojca Adolfa Hitlera
- 15 lutego – Michaił Glinka (ros. Михаил Иванович Глинка), rosyjski kompozytor[3]
- 17 lutego – Elżbieta Sanna, włoska tercjarka, błogosławiona katolicka[4]

## marzec 1857
- 9 marca – Dominik Savio, włoski święty katolicki, patron ministrantów[5]
- 20 marca – Pierre-Armand Dufrénoy, francuski geolog i mineralog, inżynier górniczy[6]

## kwiecień 1857
- 6 kwietnia – Paweł Lê Bảo Tịnh, wietnamski ksiądz, męczennik, święty katolicki[7]
- 9 kwietnia - Antonio María Esquivel, hiszpański malarz[8]

## maj 1857
- 2 maja – Alfred de Musset, francuski poeta i pisarz[9]
- 5 maja – Katarzyna Cittadini, włoska zakonnica, założycielka Zgromadzenia Sióstr Urszulanek od św. Hieronima z Somasco, błogosławiona katolicka[10]
- 22 maja – Michał Hồ Đình Hy, wietnamski męczennik, święty katolicki[11]
- 25 maja – Piotr Ðoàn Văn Vân, wietnamski męczennik, święty katolicki[12]

## czerwiec 1857
- 19 czerwca – Adolf Januszkiewicz, polski pisarz, podróżnik, powstaniec listopadowy[13]
- 30 czerwca - Jozef Czauczik, słowacki malarz[14]

## wrzesień 1857
- 5 września – Auguste Comte, francuski filozof[15]
- 18 września – Karol Kurpiński, polski kompozytor i dyrygent[16]

## październik 1857
- 14 października - Johan Christian Clausen Dahl,  norweski malarz okresu romantyzmu, pejzażysta[17]

## listopad 1857
- 26 listopada – Joseph von Eichendorff, niemiecki poeta epoki romantyzmu[18]

## grudzień 1857
- 23 grudnia - Achille Devéria, francuski malarz i grafik[19]
- 24 grudnia – Stanisław Jachowicz, czołowy bajkopisarz polski, poeta i pedagog[20]
- data dzienna nieznana: 
  - Aleksander Wicherski, polski kompozytor, krytyk muzyczny, malarz, poeta[21]